# Code of Honor (film 2016)
Code of Honor è un film video on demand statunitense del 2016 scritto, prodotto e diretto da Michael Winnick e interpretato da Steven Seagal e Craig Sheffer.

## Trama
Dopo che la sua famiglia è morta perché rimasta casualmente coinvolta in una sparatoria, il colonnello delle forze speciali Robert Sikes, tornato a casa dal Medio Oriente, decide di liberare la città dalla criminalità. Quasi nessuno potrà fermarlo tranne forse un vecchio compagno di squadra, William Porter, ora agente dell'FBI.

## Produzione
Il film è stato girato nello Utah con un budget di 8 milioni di dollari.

## Accoglienza
Il film ha ricevuto recensioni negative. In un'intervista al Los Angeles Times Robert Abele definisce il film "spaventoso", e "risibilmente brutto". Frank Scheck nell'Hollywood Reporter scrive che il film è pieno zeppo di cliché da B-Movie d'azione.
Su Rotten Tomatoes ha ricevuto dal pubblico uno score del 24%.

## Curiosità
- Il personaggio di Steven Seagal non parla per i primi 48 minuti del film.